# Конкурентное действие
Конкурентное действие в предпринимательстве — осознанное, намеренное действие (поступок) субъекта предпринимательства, которое прямо адресовано одному конкуренту, группе или совокупности конкурентов, или косвенно задевает их интересы в сфере предпринимательской деятельности (производстве, продаже, рыночная деятельностью (маркетинге), ценообразовании, связи с общественностью (PR), взаимодействием с органами государственной власти (GR), внутрифирменном администрировании, и другое).
Поскольку предпринимательская деятельность осуществляется в конкурентной среде, совокупность конкурентных действий формирует процесс участия субъектов предпринимательства в конкуренции. С помощью конкурентных действий субъекты предпринимательства применяют находящийся под их контролем конкурентный потенциал и стремятся достичь приемлемых конкурентных результатов, прежде всего, сравнительного укрепления собственных конкурентных позиций и ослабления позиций конкурентов.

## Участие в конкуренции как совокупность конкурентных действий
Понятие «участие в конкуренции» объединяет множество отличных друг от друга конкурентных действий, выполняемых относительно разных объектов бизнеса, в единую систему.
Конкурентное взаимодействие сторон в предпринимательстве может быть двусторонним (один на один) или многосторонним, когда субъектам предпринимательства приходится одновременно взаимодействовать со всем окружением.
Взаимодействие субъектов предпринимательства с конкурентами может быть непосредственным или опосредованным.
Непосредственное конкурентное взаимодействие сторон наблюдается, когда конкурентные действия непосредственно адресуются конкретным соперникам, например, при слияниях, присоединениях субъектов предпринимательства, проведении конкурентной разведки и контрразведки, распространении информационных сообщений, адресованных соперникам, выдвижении и отведении угроз, а также в процессах переманивания работников, судебного разбирательства взаимных претензий, подписания отраслевых соглашений, совместного лоббирования интересов.
Опосредованное взаимодействие сторон конкуренции наблюдается, когда конкурентные действия непосредственно адресуются не конкретным конкурентам, а другим субъектам конкурентного окружения — потребителям, поставщикам ресурсов, работникам, государству, другим соперникам, но косвенно влияют на отношения с конкретными конкурентами. Субъекты предпринимательства опосредованно взаимодействуют с конкретными конкурентами, предпринимая действия по изменению цен, совершенствованию качества продукции, найму квалифицированных кадров, участию в государственных проектах, привлечению внешних инвестиций, распространению информации в СМИ о собственных успехах на рынке.

## Исследование конкурентных действий субъектов предпринимательства в истории науки
В книге великого английского учёного-экономиста Адама Смита «Исследование о природе и причинах богатства народов», написанной в XVIII в., впервые было исследовано поведение субъектов предпринимательства в рыночной среде, которые «невидимой рукой» направляются к цели. А. Смит изучал конкурентные действия разных субъектов предпринимательства, хотя не пользовался самим термином «конкурентные действия». Вместе с тем он изучал конкуренцию как одно из состояний рынка, как схему организации рынка, диаметрально противоположную состоянию монополии. Широкий интерес к развитию научных представлений о конкурентных действиях наблюдается с конца 30-х годов ХХ-го века в связи с интенсификацией исследований в области предпринимательства, менеджмента, маркетинга. Важно было объяснить не только «почему и для чего возникает конкуренция» или «как конкуренция обеспечивает прирост общественного благосостояния», но и «как, с кем и против кого конкурируют участники рынка» и «почему одни фирмы в отрасли имеют лучшие рыночные результаты, чем другие фирмы той же отрасли».
В 1980-х годах прошлого века специальным объектом научных исследований стала конкурентная динамика — действия, стратегии, позиции и преимущества. В этот период М. Портером было впервые упомянуто само понятие «конкурентные действия».
В зарубежных исследованиях конкурентная динамика часто изучалась как совокупность конкурентных ходов (competitive moves) и как последовательность «конкурентное действие — конкурентный ответ» (competitive action — competitive response), выявлялись такие характеристики конкурентных действий как необратимость, видимость и зависимость.
В настоящее время исследования конкурентных действий субъектов предпринимательства оформляются в конструктивную теорию конкуренции. В рамках этой теории разграничиваются типы, характеры, виды, методы, стили и манеры совершения конкурентных действий.

## Типы конкурентного взаимодействия
К типам конкурентного взаимодействия субъектов предпринимательства относятся:
- воздействие друг на друга,
- противодействие друг другу,
- содействие друг другу,
- рациональное взаимное бездействие[5].

Воздействие на соперников и противодействие им происходит в условиях, когда под влиянием конфликта интересов конкуренты действуют друг против друга. В этом взаимодействии «против» другой стороны участники рынка стремятся к достижению:
- цели-максимум — необходимо обеспечить превосходство над соперниками: добиться их опережения, укрепить конкурентные преимущества и устойчивость в конкурентной среде;
- цели-минимум — участникам рынка необходимо выдержать конкуренцию: не отстать от соперников и не растерять конкурентные преимущества, тем более не утратить конкурентной устойчивости.

Как правило, для достижения цели-максимум стороны стараются оказать воздействие на соперников, для достижения цели-минимум — оказать противодействие им. Воздействие применяется участниками рынка для обеспечения превосходства над соперниками, противодействие — для обеспечения защиты от соперников с целью выдержать конкуренцию с ними.
Воздействие на соперников производится участниками рынка для усиления конкурентных позиций на целевых секторах (сегментах) рынка, укрепления конкурентного потенциала и превосходства в выполнении конкурентных действий. Нередко наблюдается и встречное воздействие. Оно случается, когда участники рынка, хотя и опоздали начать первыми, не намерены отказываться от начальных замыслов по обеспечению превосходства над соперниками.
Противодействие участников рынка конкурентам имеет ответный характер. Оно проявляется посредством защиты участниками рынка собственного положения в конкурентной среде и обычно направлено на сдерживание соперников и вследствие этого на удержание за собой приемлемых конкурентных позиций на целевых секторах (сегментах) рынка, недопущение ослабления своего конкурентного потенциала в интересах соперников, сохранение и поддержание позитивной репутации на рынке и др. Вступая в противодействие, участники рынка стремятся удержать конкурентные преимущества и не допустить формирования либо усиления конкурентных недостатков.
Конкурентное взаимодействие участников рынка нередко предполагает сочетание воздействия на соперников и противодействия им, а также воздействия на одних соперников и противодействия другим соперникам. Сочетание воздействия на конкурентов и противодействия им обычно меняется в зависимости от стадии профессиональной карьеры предпринимателей и жизненного цикла бизнес-проектов (предстартовая стадия, стартап, стадия конкурентной устойчивости бизнеса, стадия выхода из бизнеса). Так, на стадии стартапа наблюдается естественное преобладание воздействия на конкурентов над защитой до конца нереализованной бизнес-модели.
Взаимное содействие состоит в принятии на себя сторонами взаимных обязательств в сочетании с приостановлением мер взаимного воздействия и противодействия, а также в совершении совместных действий против третьей стороны. Взаимное содействие сторон рассматривается как тип конкурентного взаимодействия, потому, что, во-первых, оно всегда ограничено по времени, а во-вторых, стороны взаимного содействия осуществляют совместное противостояние общим соперникам. Видами взаимного содействия сторон являются совместная деятельность сторон, их сотрудничество, добровольное наложение на свой бизнес ограничительных обязательств, партнёрство в бизнесе.
В современной американской литературе широко применяется термин коокуренция (coopetition), который для описания конкурентного сотрудничества предложили Барри Нейлбафф и Адам Бранденбургер.
Конкуренты вправе не только воздействовать на соперников, противодействовать или содействовать им. Нередко на рынке наблюдается взаимное / многосторонне бездействие субъектов предпринимательства, опирающееся на рациональные мотивы сторон. Взаимное рациональное бездействие субъектов предпринимательства наблюдается, как правило, когда каждая из сторон не в состоянии ни изменить баланс сил с помощью воздействия на конкурентов, противодействия им, ни достичь взаимных договорённостей с соперниками, или если соперники плохо изучены. Временно рационально бездействующая фирма не перестаёт быть конкурентом и не забывает о соперничестве с конкурентным окружением. Она уклоняется не от участия в конкуренции, а только от непосредственного противостояния определённым соперникам или от содействия им. Поэтому рациональное бездействие участников рынка по отношению к определённым соперникам не следует трактовать как отсутствие каких-либо действий вообще.

## Характер конкурентного взаимодействия
В характере конкурентного взаимодействия субъектов предпринимательства отражается степень остроты конфликта интересов между ними на стратегическом уровне.
Взаимодействие сторон может приобретать характер:
- конкурентной войны — конкурентным намерением является полное устранение соперников;
- конкурентной борьбы — конкурентным намерением является нанесение соперникам чувствительных потерь в виде утраты интереса клиентов и партнёров к их деятельности, падения репутации, сокращения ресурсной базы
- малоконфликтного состязания — участники рынка не предполагают, что по завершении процесса конкурентного взаимодействия соперники уничтожаются или несут существенные потери
- или малоконфликтного взаимного содействия или бездействия[7].

## Виды конкурентных действий
Виды и методы конкурентных действий составляют технику участия субъектов предпринимательства в конкуренции.
Конкурентные действия объединяются в виды в соответствии с содержанием предпринимаемых действий и продолжительностью контакта (соприкосновения) с соперником в ходе их выполнения
Воздействие субъектов предпринимательства на конкурентов включает инициативное нанесение конкурентных ударов и оказание конкурентного давления.
Конкурентные удары представляют собой единоразовые кратковременные действия участников рынка. Выполняя их, конкуренты стремятся в короткие сроки добиться превосходства над соперниками в ценах, качестве продукции, ресурсах или информировании окружения и так далее, либо предотвратить их встречные действия и расстроить их планы. Нанесение ударов в информационном пространстве участия в конкуренции состоит, как правило, в доведении до сведения соперников и другого окружения информации о новых угрозах и рисках, подстерегающих соперников.
Конкурентное давление — долговременное противостояние участников рынка конкурентам. Оказывая давление на противников, субъекты предпринимательства стремятся держать тех в постоянном напряжении, не допуская опасной для себя активности в отношениях с общим окружением. Например, конкурентным давлением считается постоянное подчёркивание в рекламной кампании тех свойств и качеств продукции, которые превосходят продукцию конкурента.
Противодействие конкурентам включает
- нанесение встречных или ответных конкурентных ударов,
- оказание встречного или ответного конкурентного давления,
- создание кратковременных конкурентных помех и долговременных конкурентных преград.

Краткосрочные конкурентные помехи и долгосрочные конкурентные преграды представляют собой трудности занятия бизнесом, с которыми сталкиваются конкуренты участников рынка. Это либо трудности, умышленно создаваемые участниками рынка, либо системные трудности, используемые ими для сдерживания соперников.
Видами взаимного содействия субъектов предпринимательства являются:
- совместная деятельность сторон,
- сотрудничество сторон,
- добровольное наложение на свой бизнес ограничительных обязательств,
- партнёрство в бизнесе.

Основным видом бездействия является компромиссное сосуществование с конкурентами в рамках которого субъекты предпринимательства, избегают взаимных ударов и давления, воздерживаются от создания друг другу помех и возведения взаимных преград.
Субъекты предпринимательства договариваются, например, о том, чтобы не переманивать ценных сотрудников, не перехватывать клиентов и партнёров, не мешать друг другу во время проведения государственных тендеров, не засорять информационное пространство участия в конкуренции двусмысленными сообщениями друг о друге. Модель компромиссного сосуществования с конкурентами может быть использована участниками рынка только на взаимной основе. Её применение опирается на тактическую инициативу участников рынка к взаимному компромиссу, основывается на сочетании взаимной выгоды сторон и их взаимных компромиссов.

## Методы конкурентных действий
Субъекты предпринимательства конкурируют между собой одновременно на разных полях конкуренции, входящих в её разные пространства:
- ценовое (конкуренция вокруг цен),
- товарное (конкуренция вокруг ассортимента и качества продукции),
- ресурсное (конкуренция «за ресурсы»),
- в том числе информационное (конкуренция «за информацию», которая является важным ресурсом),
- деятельное (конкуренция «за достижение превосходства и за недопущение отставания в выполнении конкурентных действий и осуществлении других бизнес-процессов»).

Каждый вид конкурентных действий приобретает в своём пространстве участия в конкуренции особую форму, которую составляют методы конкурентных действий (методы ведения конкуренции) — способы достижения участниками рынка поставленных целей с учётом специфики каждого из пространств участия в конкуренции.
Конкуренция участников рынка вокруг товаров (услуг, работ) происходит в ценовом или товарном пространстве участия в конкуренции и включает ценовые и неценовые методы конкурентных действий.
Ценовыми называются методы конкурентных действий, предусматривающие относительное увеличение либо относительное уменьшение размеров цен на товары (услуги, работы).
Неценовые методы конкурентных действий основаны на оптимизации продуктового диапазона конкуренции за счёт улучшения потребительских характеристик товаров (услуг, работ) — улучшения потребительской ценности, улучшения каналов их сбыта и работы на целевые сегменты потребителей.
Оптимизация продуктового диапазона конкуренции включает воздействие на рынок или противодействие соперникам с помощью дифференциации отдельных элементов товарного пространства участия в конкуренции:
- дифференциация товаров (услуг, работ), а также продажного и послепродажного сервиса — действия по продвижению на рынок новых ценностей для потребителей;
- дифференциация потребительских свойств товаров (услуг, работ) — действия по продвижению на рынок продуктов, обладающих новыми потребительскими свойствами, а также улучшение дизайна, упаковки и других признаков реализуемых товаров (услуг, работ);
- дифференциация каналов сбыта товаров (услуг, работ) для улучшения продвижения продукции к потребителям;
- качественная дифференциация товаров (услуг, работ) — действия по улучшению качественных характеристик продуктов и дифференциации продуктов по уровням качества;
- дифференциация потребителей, в частности, к образованию особых категорий дружественных клиентов, которым предназначаются специальные предложения, и категории VIP-клиентов, которым предназначаются эксклюзивные предложения уникальных товаров (услуг, работ).

В ресурсном пространстве конкуренции субъектов предпринимательства выделяются:
- методы ведения конкуренции за доступ к внешним источникам ресурсов;
- методы ведения конкуренции за ресурсы из внутренних источников;
- методы использования чужих конкурентных преимуществ и недостатков.

В частности, конкуренция субъектов предпринимательства за информацию включает такие методы, как:
- сбор информации,
- производство информационных продуктов,
- совершение информационных обменов,
- информационных интервенций,
- утаивание информации от конкурентов,
- проведение информационных блокад.

В число методов взаимного содействия субъектов предпринимательства входят:
- совместное выполнение конкурентных действий;
- методы сотрудничества сторон;
- принятие и выполнение ограничительных обязательств;
- принятие и выполнение партнёрских обязательств в отношении общих соперников — совместное участие в бизнес-проектах, вхождение в альянсы.

Методами рационального взаимного бездействия субъектов предпринимательства являются:
- пресечение и недопущение действий, мешающих или вредящих соперникам;
- информирование соперников о нежелательности тех или иных встречных действий;
- публичное игнорирование активности соперников;
- распространение информационных сигналов о миролюбии по отношению к данным соперникам;
- подчёркнуто уважительное обращение с ними при встречах и почтительное упоминание их в публичном пространстве;
- демонстративное обнаружение сходства взглядов и общности мировоззрения.

Эффективность применения субъектами предпринимательства видов и методов конкурентных действий является одним из слагаемых эффективности ведения ими своего бизнеса.

## Стили и манеры совершения конкурентного поведения
Манеры и стили конкурентного поведения — это поведенческие оболочки активности субъектов предпринимательства по отношению к соперникам в процессе проведения конкурентных действий.(ск стили)
В манерах конкурентного поведения отражаются особенности поведенческой активности субъектов предпринимательства, которые соответствуют восприятию ими соперников как опасных противников, либо как потенциальных партнёров, либо как малозначительного окружения.
Манера конкурентного поведения характеризуется как
- враждебная (конфронтационная), которой присущи неприязненные реакции субъектов предпринимательства на соперников и их готовность к провоцированию и эскалации конфликтов
- дружественная (взаимно приязненная), которой присуще позитивное восприятие соперников, готовность к союзничеству с ними или к нахождению компромиссов
- равнодушная (индифферентная), которой присуще отсутствие ощутимого интереса к вражде или союзам с соперниками.

В стилях конкурентного поведения отражаются особенности поведенческой активности субъектов предпринимательства, которые обусловливаются избираемыми ими способами предъявления соперникам инициатив для опережения этих соперников или недопущения собственного отставания. Способами предъявления этих инициатив становятся жёсткий, корректный, агрессивный, неагрессивный, хищнический, хладнокровный, импульсивный и иные стили конкурентного поведения. Участвуя в конкуренции, субъекты предпринимательства придерживаются неодинаковых стилей конкурентного поведения.